# Последња оаза
Последња оаза је југословенски документарни филм из 1983. године. Сценарио, камеру, текст и режију је урадио Петар Лаловић.

## Радња
Када се у пролеће јата птица враћају с далеког југа, прелећу урбане просторе које ствара човек, да се непогрешиво, без компаса и географске карте, нађу изван домашаја цивилизације.
Ово је филм који на документарно-уметнички начин представља један од ретких пејзажа нетакнуте природе који је смештен између Дунава и Драве у Југославији.

## Улоге
| Глумац           | Улога       |
| ---------------- | ----------- |
| Зоран Радмиловић | као наратор |